# Coucou à gorge jaune
Chrysococcyx flavigularis
Espèce
Statut de conservation UICN

 LC  : Préoccupation mineure
Le Coucou à gorge jaune (Chrysococcyx flavigularis) est une espèce d'oiseaux de la famille des Cuculidae. C'est une espèce monotypique (non subdivisée en sous-espèces).

## Répartition
Son aire de répartition s'étend à travers l'Afrique équatoriale.